# Pierre Pleimelding
Pierre Pleimelding (Laxou, 19 de septiembre de 1952 - Laxou, 1 de mayo de 2013) fue un futbolista profesional y entrenador de fútbol francés que jugaba en la posición de delantero.

## Biografía
Pierre Pleimelding debutó como futbolista en 1970 a los 18 años con el Troyes AC. También jugó para el SR Colmar, AS Mónaco, Lille OSC, Servette Football Club Genève, Association Sportive de Cannes Football, FC de Mulhouse y SAS Épinal. Además, durante su etapa en el Lille, fue convocado por la selección de fútbol de Francia, jugando su primer y único partido en 1978. Durante su última temporada en el SAS Épinal, Pierre era un entrenador-jugador, entrenando y jugando con el equipo. Tras retirarse en 1986 de su carrera como jugador se dedicó a seguir como entrenador. Tras ocho temporadas en el Épinal, entrenó a la selección de fútbol de Costa de Marfil por dos temporadas y entrenando a la selección para la Copa Africana de Naciones en 1996, fichando por último por el FCSR Haguenau, donde entrenó siete temporadas y se retiró como entrenador.
El 1 de mayo de 2013 falleció en su ciudad natal, Laxou, a los 60 años de edad.

## Clubes

### Como futbolista
| Club           | País    | Año         |
| -------------- | ------- | ----------- |
| Troyes AC      | Francia | 1970 - 1971 |
| SR Colmar      | Francia | 1971 - 1974 |
| AS Mónaco      | Francia | 1974 - 1977 |
| Lille OSC      | Francia | 1977 - 1981 |
| Servette       | Suiza   | 1981 - 1982 |
| AS Cannes      | Francia | 1982 - 1983 |
| FC de Mulhouse | Francia | 1983 - 1985 |
| SAS Épinal     | Francia | 1985 - 1986 |

### Como entrenador
| Club                                   | País            | Año         |
| -------------------------------------- | --------------- | ----------- |
| SAS Épinal                             | Francia         | 1985 - 1993 |
| Selección de fútbol de Costa de Marfil | Costa de Marfil | 1994 - 1996 |
| FCSR Haguenau                          | Francia         | 1996 - 2003 |